# David Shimoni

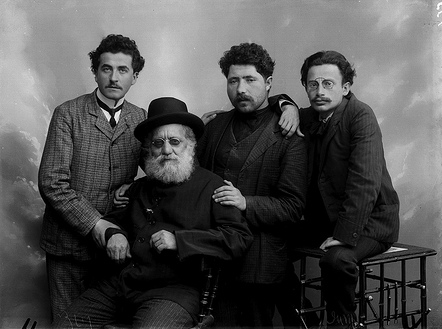
David Shimoni, Josef Chaim Brenner, Alexander Siskind Rabinovitz, Samuel Agnon 1910

David Shimoni (ursprünglich Schimonowitz; geboren 25. August 1891 in Bobruisk, Russisches Kaiserreich; gestorben 10. Dezember 1956 in Tel Aviv) war ein hebräischer Dichter.

## Leben und Werk
Er wurde in einem Stetl in der Nähe von Minsk geboren und war der Sohn von Nissan Schimonowitz, einem gelehrten Anhänger der Haskala. Seine ersten literarischen Eindrücke empfing er in der Bücherei des Vaters seines Jugendfreundes Berl Katznelson. Nachdem er zunächst Gedichte aus dem Russischen übersetzt hatte, erschien 1902 sein Gedicht Ben ha-Schemaschot („Zwischen den Sonnen“) mit einem ermutigenden Hinweis von Bialik. Sein lyrisches Frühwerk erschien in den angesehensten hebräischen Literaturzeitschriften. Wegen staatlicher Beschränkungen zur Aufnahme von Juden an Universitäten zog er 1909 nach Erez Israel, wo er sich etwa ein Jahr aufhielt und sich insbesondere mit Aharon David Gordon und Josef Chaim Brenner befreundete. Die zwei Monate, die er auf einer Reise durch das Land verbrachte und dabei in Orangenhainen sowie als Wächter in Rechovot und Petach Tikwa arbeitete, dienten ihm für den Rest seines Lebens als dichterische Inspiration. Von 1911 bis 1914 studierte er orientalische Philologie und Philosophie an Universitäten in Berlin, Heidelberg und Würzburg. Sammlungen seiner Gedichte erschienen 1911 und 1912 in Warschau. Als der Erste Weltkrieg ausbrach, kehrte er nach Russland zurück und verbrachte den Krieg in seiner Heimatstadt und in Sankt Petersburg. Beim Ausbruch der Februarrevolution zog er nach Moskau und wurde dort Redaktionssekretär der Zeitung Ha-Am („Das Volk“). Zu dieser Zeit wurden seine Gedichtzyklen und seine Übersetzungen von Tolstoi, Lermontow, Puschkin und Heine veröffentlicht.
Nach mehreren Versuchen verließ er Russland und kehrte 1921 nach Palästina zurück, wo er weitere Gedichte und Idyllen verfasste. 1925 ließ er sich in Tel Aviv nieder und unterrichtete bis zum Ende seines Lebens den Tanach und hebräische Literatur an der Mittelschule in Herzlia. Neben seinen literarischen Aktivitäten wurde er Mitglied und schließlich Vorsitzender der Akademie der hebräischen Sprache und gehörte zum Israel-Freundeskreis des Hebräischen Universität Jerusalem.
Seine Dichtungen widerspiegeln die Ideale der Zweiten Alija und beschreiben das Leben der sozialistisch-zionistischen Chalutzim im entstehenden jüdischen Staat. Er gehörte zu einem Kreis hebräischer Schriftsteller, die alle unter dem Einfluss von Bialik standen und über eine Generation lang die wichtigsten Vertreter der israelischen Literatur waren. Zu seinen Lebzeiten erlangten vor allem seine Idyllen Bekanntheit; sein restliches Werk zeichnet sich durch das Hervortreten des lyrischen Ich sowie durch einen didaktischen Stil zur Verbreitung von Ideen aus, in dem auch das Mittel der Satire verwendet wird. In seinen späteren Werken befasst sich Shimoni zusätzlich mit zeitgenössischen Fragen und den Bedürfnissen des Volkes.
David Shimonis Enkel Yuval Shimoni ist auch Schriftsteller. Bekannt ist seine Novelle Maof Hayonah.

## Auszeichnungen
- Bialik-Preis 1936 und 1949
- Israel-Preis 1954 für Literatur